# Anno 117: Pax Romana
Anno 117: Pax Romana es un próximo videojuego de estrategia en tiempo real y de construcción de ciudades, desarrollado por Ubisoft Mainz y que será distribuido por Ubisoft. Es la octava entrega de la serie de videojuegos Anno e incluye jugabilidad de construcción estratégica de ciudades en la Antigua Roma, el escenario histórico más antiguo de la franquicia. Por primera vez, los jugadores pueden elegir entre provincias iniciales: gobernar el Imperio Romano en el Lacio o el reino celta en Albión, para difundir la influencia cultural romana o celta. Los jugadores asumen el papel de un gobernador y eligen entre caminos de lealtad o rebelión, centrándose en el poder o el crecimiento económico.
Ubisoft anunció oficialmente el juego en junio de 2024. Su lanzamiento está previsto para 2025 en las plataformas Windows, PlayStation 5 y Xbox Series X/S.

## Desarrollo
Anno 117: Pax Romana está siendo desarrollado por Ubisoft Mainz y será distribuido por Ubisoft. El juego se anunció en junio de 2024 y su fecha de lanzamiento al público está prevista para 2025 en las plataformas Windows, PlayStation 5 y Xbox Series X/S.   Es la octava entrega de la serie Anno y sigue elementos conocidos de construcción estratégica de ciudades.  El desarrollo del juego está subvencionado por el Ministerio Federal de Economía con 5,7 millones de euros desde el verano de 2023. 
El juego contará con el escenario histórico más antiguo de la franquicia hasta la fecha, transportando a los jugadores a la era de la Antigua Roma. Por primera vez en la serie, los jugadores pueden elegir entre diferentes provincias iniciales, gobernando el Imperio Romano en el Lacio o el reino celta en Albión, expandiendo la influencia cultural de los romanos o los celtas según corresponda.   El jugador asumirá el papel de un gobernador para desarrollar un imperio y dar forma a su futuro, decidiendo si quiere alcanzar el éxito a través del poder o del crecimiento económico.   El juego ofrece dos caminos en cuanto al rol, ya sea como leal al Imperio Romano o como rebelde.  Los desarrolladores también planean centrarse más en la diplomacia que en títulos anteriores.  Su subtítulo, Pax Romana, hace referencia a un período de casi 200 años de relativa paz y estabilidad que tuvo lugar, aproximadamente, en el periodo 70 d. C. y el 192 d. C en el Imperio Romano. Esta época se caracterizó por una economía próspera, extensas redes comerciales y logros culturales y arquitectónicos relevantes, muchos de los cuales todavía son visibles en Europa Central hoy en dia, más de 2000 años después. Este período ofrece un escenario perfecto para un juego centrado en el comercio y la construcción de ciudades, permitiendo a los jugadores asumir el papel de un pretor, o gobernador, de la provincia romana elegida.
En una entrevista con IGN, el director creativo Manuel Reinher afirmó que el equipo está centrado en mejorar la experiencia inicial para los nuevos jugadores manteniendo la complejidad del juego. Planean hacer el juego más modular, permitiendo a los nuevos jugadores elegir y explorar provincias específicas con más contexto e historia. Los jugadores principales aún podrán disfrutar administrando múltiples tierras y participando en el comercio, ya que el juego será más adaptable y fácil de usar. El equipo está comprometido a mantener el legado de la marca mientras introduce nuevas características. El enfoque en ideas nuevas y más contenido social se considera una nueva forma de satisfacer las expectativas de los jugadores. Están cambiando su marca para expandir la comunidad y fortalecer la asociación entre jugadores y desarrolladores para la mejor experiencia.

## Lanzamiento y promoción
El juego se reveló durante la presentación de Ubisoft Forward en junio de 2024,  mostrando detalles de la jugabilidad. El anuncio presenta un heraldo público que recita las escrituras romanas en un campo vacío de ovejas, lo que compensa la falta de imágenes del juego.   El heraldo apareció en un segundo vídeo promocional con 117 comentarios en las redes sociales de personas que durante mucho tiempo habían deseado que el Imperio Romano fuera el escenario de la nueva entrega de la serie Anno. Se han publicado diferentes artes conceptuales que, según los desarrolladores, contienen algunas pistas sobre el contenido del juego.  Se filtró una captura de pantalla después de ser cargada accidentalmente en el sitio web oficial de Anno, siendo eliminada rápidamente. La imagen filtrada mostraba un gran asentamiento costero dividido en varias zonas. 
En julio de 2024, Ubisoft Mainz organizó un concurso a través de Anno Union en el que cualquiera podía diseñar un adorno para Anno 117 . Se proporcionó una plantilla para el concurso que los fanáticos podían usar para ser creativos. Era necesario completar la silueta de una estatua y enviarla a Ubisoft.  Durante la feria de videojuegos Gamescom 2024, Ubisoft compartió nuevos detalles sobre el juego. Este está preparado para introducir cambios significativos en las mecánicas establecidas, especialmente a través del concepto de romanización versus tradiciones celtas. Los jugadores pueden elegir caminos culturales que influyen en el desarrollo de la ciudad, las cadenas de producción y la progresión de la población. 